# カトリーヌ・ブレイヤ
カトリーヌ・ブレイヤ（Catherine Breillat、1948年7月13日 - ）は、フランス・ブレシュイール出身の映画監督・脚本家・小説家。女性のセクシャリティをテーマに作品を制作している。

## 人物
17歳の時に初めての小説『L'Homme Facile』を発表するが、過激な内容のため18禁の指定を受ける。小説家、脚本家として活躍した後、自分の小説を映画化した『本当に若い娘』で映画監督としてデビュー。

## 主な監督作品
- 本当に若い娘 Une vraie jeune fille (1976年)
- ヴァージン・スピリト 36 fillette (1988年)
- 堕ちてゆく女 Parfait amour! (1996年)
- ロマンスX Romance (1998年)
- 処女 À ma soeur! (2001年)
- Sex is Comedy Sex Is Comedy (2002年)
- FOUR NIGHTS 4夜 Anatomie de l’enfer (2004年)
- 最後の愛人 Une vieille maîtresse (2007年)
- 青髭 Barbe bleue (2009年)
- 禁断メルヘン 眠れる森の美女 La belle endormie (2010年)
- Abus de faiblesse (2013年)